# Daniel Etounga-Manguelle
Daniel Etounga-Manguelle est un ingénieur-conseil, économiste et écrivain camerounais né le 20 janvier 1943 à Ekoadjom au Cameroun et mort le 5 juin 2024 à Abidjan (Côte d'Ivoire). 

## Biographie

### Formation
Daniel Etounga - Manguelle naît le 20 janvier 1943 dans le village d'Ekoadjom, arrondissement de Makak, dans le département du Nyong-et-Kéllé, région du Centre (Cameroun) marque la pensée économique africaine grâce à son ouvrage L’Afrique a-t-elle besoin d'un programme d’ajustement culturel ?. En 1957 après l'obtention du CEPE - le certificat d'études primaires et élémentaires à Yaoundé, il entre au collège technique de Koumassi à Douala où obtient le Baccalauréat mathématiques et technique (série E) en 1964, et bénéficie d'une bourse de l'État du Cameroun lui permettant de poursuivre les études supérieures en France. Le diplôme d'ingénieur lui est décerné en 1968 à l'ENAC (École nationale de l'aviation civile). Deux ans après, il soutient une thèse de 3e cycle d'économie et de planification à l'École pratique des hautes études (EPHE).

### Parcours professionnel
À la fin de ses études, Daniel Etounga-Manguelle exerce comme ingénieur-conseil dans un cabinet américain. Par la suite, il crée la Société africaine d'études, d'exploitation et de gestion (SADEG), son propre cabinet en ingénierie civile et économique au Cameroun en 1989. Il conseillera plusieurs institutions et réseaux de chefs d'entreprises en matière de développement économique, de gestion ou de stratégie financière. Il étend ses sphères de compétence au delà de l'économie et de la gestion pour s'intéresser aux sciences sociales et à la philosophie.

### Mort
Daniel Etounga - Manguelle décède le 5 juin 2024 à Abidjan en Côte d'Ivoire.

## Activités sociales

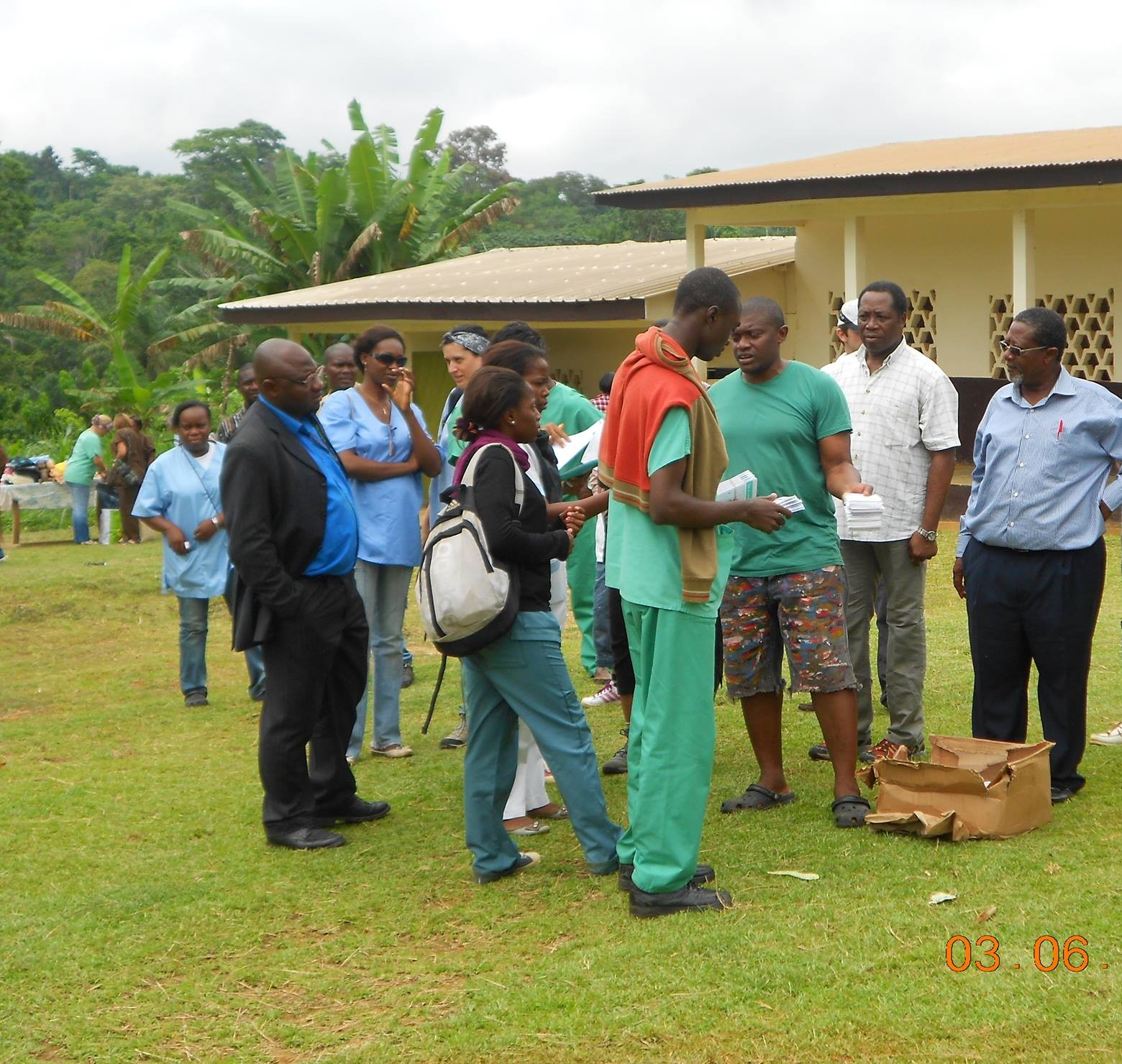
Dr Bwelle en Tshirt vert - Daniel Etounga Manguelle en chemise blanche- à droite Sa Majesté BC Nwind Le 3 juin 2012 à Ekoadjom

Daniel Etounga-Manguelle s'implique dans la vie sociale à Ekoadjom. Le 3 juin 2012, il organise et invite le Dr Georges Bwelle de l'association Ascovim Cameroun pour une journée visite médicale gratuite dans la cour de l'école publique du village en étroite collaboration avec la Chefferie.

## Carrière littéraire

### AuXXesiècle
Daniel Etounga-Manguelle commence sa carrière littéraire en 1979 avec "La Colline du fromager". Dans cette oeuvre publiée aux Éditions Clé à Yaoundé, l'écrivain évoque son village Ekoadjom.
En 1985 aux éditions Silex il publie l'ouvrage Cent ans d’aliénation.  L'auteur contribue dans cet écrit à l'analyse des indépendances africaines minées par les méandres du sous-développement dont les origines remontent à la Conférence de Berlin. Il interroge l'histoire des processus politiques en Afrique qui dénie le savoir-faire et le savoir-dire du paysan. En 1991, son œuvre-phare: L’Afrique a-t-elle besoin d’un programme d’ajustement culturel?, découle de ces interrogations préliminaires sur le développement durable du continent. Dans cet essai paru aux Editions Nouvelles du Sud, l'auteur  dénonce les tares culturelles freinant les efforts de développement dans les pays africains. Ainsi, il encourage les États africains à rechercher les causes du manque de croissance économique dans les comportements et travers des citoyens et gouvernants africains eux-mêmes. Il « camerounisera » cette réflexion en publiant aux Éditions Mont Mandara en 1997 Pour reconstruire et moderniser le Cameroun, on va faire comment? Ce nouvel essai accentue sa pensée de reconstruction du continent africain en mettant l'accent sur le cas de son pays d'origine.  

### AuXXIesiècle
En 2004, Daniel Etounga - Manguelle poursuit son étude des particularités de la quête du développement au pays des Lions indomptables en faisant paraître aux Éditions Sherpa son quatrième ouvrage intitulé : Cameroun : une exception africaine ?. Il confirme sa position pour l'introspection et la responsabilité individuelle des acteurs en publiant aux Éditions L’Harmattan en 2009 Vers une société responsable : le cas de l'Afrique. L'auteur dénonce de plus en plus fermement la crise de civilisation en Afrique et approfondit sa position pour la remise en question permanente. 
En 2016, il publie ses Chroniques, "Là où le temps est resté" aux Presses Universitaires de Yaoundé en co-édition avec NENA. Il promène le lecteur de son enfance à son âge adulte.

## Publications

### Essais
- Cent ans d’aliénation, Éditions Silex, Paris, 1985.
- L'Afrique a-t-elle besoin d'un programme d'ajustement culturel ?, Éditions Nouvelles du Sud, Paris, 1990  prix Commission UE, 1991
- Pour reconstruire et moderniser le Cameroun, on va faire comment ?, Éditions Mont Mandara, Yaoundé, 1997
- Cameroun : une exception africaine ?, Éditions Sherpa, Yaoundé, 2004
- Vers une société responsable : le cas de l'Afrique, Éditions L'Harmattan, Paris, 2009
- Éloge de la dissidence : propos sur la métaphysique du progrès, Éditions CLE, Yaoundé, 2013
- Peut-on guérir d'une crise de civilisation ? : propos sur la pathologie du sous-développement, Éditions CLE, Yaoundé, 2015
- D'où vient l'argent des Blancs ?, Éditions du Schabel, Yaoundé, 2017
- Discours sur le bonheur : propos sur l'insatiable quête de bien-être des humains, Éditions du Patrimoine, Yaoundé, 2019
- La politique est-elle une science ?, Éditions Cerpa, Abidjan, Côte d'Ivoire, 2020

### Romans
- La colline du fromager, Éditions CLÉ, Yaoundé, Cameroun, 1979
- Maigida, ou le chasseur d'illusions, Éditions L'Harmattan, Paris, 1999
- Comme c'est beau la nuit une mer déchainée, Éditions CLÉ, Yaoundé, 2013
- Là où le temps est resté : Chroniques, Éditions Les presses universitaires de Yaoundé en co-édition avec NENA, 2016